# Brattingen
Das Brattingen (norwegisch für Steiles Kliff) ist ein 2546 m hoher Berg im ostantarktischen Königin-Maud-Land. Am südöstlichen Ende des Gebirges Sør Rondane ragt er zwischen dem Breskilkampen und dem Keipen an der Westflanke des Mjellbreen auf.
Wissenschaftler des Norwegischen Polarinstituts benannten ihn 1988 deskriptiv.